# Pleurozia caledonica
Pleurozia caledonica là một loài rêu trong họ Pleuroziaceae. Loài này được Stephani mô tả khoa học đầu tiên.
Danh pháp khoa học của loài này chưa được làm sáng tỏ. 